# SeatGeek Stadium
Pour les articles homonymes, voir Toyota Park.
Le SeatGeek Stadium (anciennement Toyota Park) est un stade destiné au soccer, situé à Bridgeview dans la banlieue ouest de Chicago, dans l'Illinois.
Construit entre 2004 et 2006, il a accueilli son premier match le 11 juin 2006, à l'occasion d'une confrontation entre le Fire de Chicago et le Revolution de la Nouvelle-Angleterre (score final 3-3).

## Histoire
Le Fire de Chicago est la cinquième équipe de la Major League Soccer à être équipée de son propre stade. Celui-ci est un soccer-specific stadium, c’est-à-dire une enceinte faite pour accueillir principalement des matchs de soccer.
Imaginé pour ressembler à la fois à un stade européen et un stade américain, le Toyota Park possède de nombreuses places couvertes, une façade en brique ainsi des rangés de siège situés à moins de 3 mètres du terrain. Le stade compte aussi 45 suites, six suites de luxe, l'Illinois Soccer Hall of Fame et les bureaux de la franchise du Fire de Chicago.
Un complexe d'entraînement avec 2 terrains (un en herbe, l'autre en synthétique) utilisé par le Fire de Chicago est adjacent au stade.
Lors de la conception du stade, l'augmentation de nombre de places a été prise en compte et le stade peut passer facilement à 30 000 places.
Une scène a été incorporée au stade pour pouvoir organiser des concerts comme la tenue du Crossroads Guitar Festival, le 28 juillet 2007.
En 2006, le stade a été renommé le Toyota Park, à la suite de l'acquisition du nom du stade par la marque japonaise Toyota pour une durée de 10 ans.
Le Toyota Park a hébergé le Match des étoiles de la MLS du 5 août 2006 qui opposait les meilleurs joueurs de la MLS au club anglais de Chelsea. Ce dernier s'est incliné 1 à 0.
À partir de 2023, le stade accueille l'équipe de rugby des Hounds de Chicago. La même année, il est l'hôte de la finale de MLR 2023.

## Événements
- Match des étoiles de la MLS 2006, (le 5 août 2006)
- Finale de MLR 2023, (le 8 juillet 2023)

## Galerie

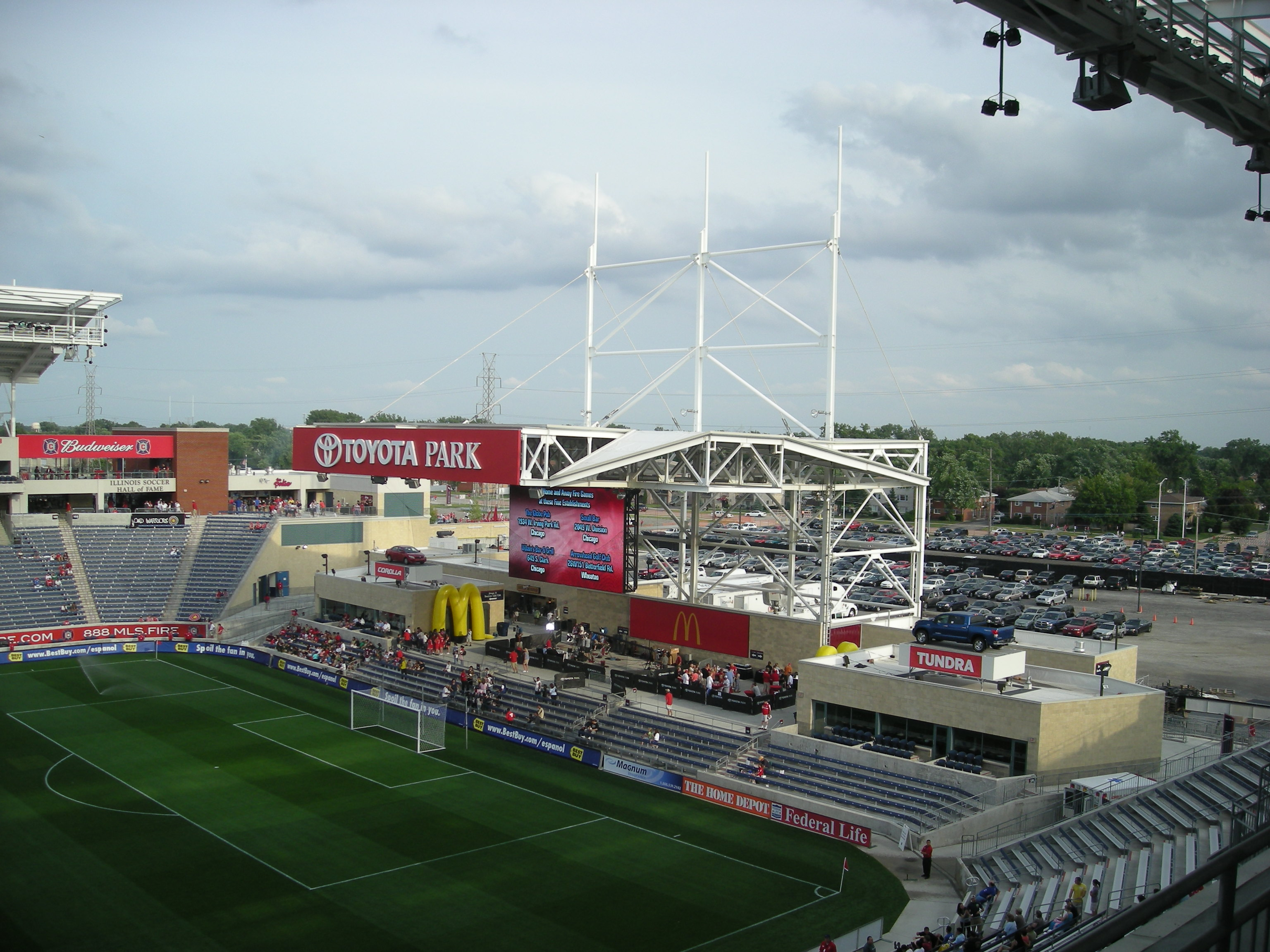
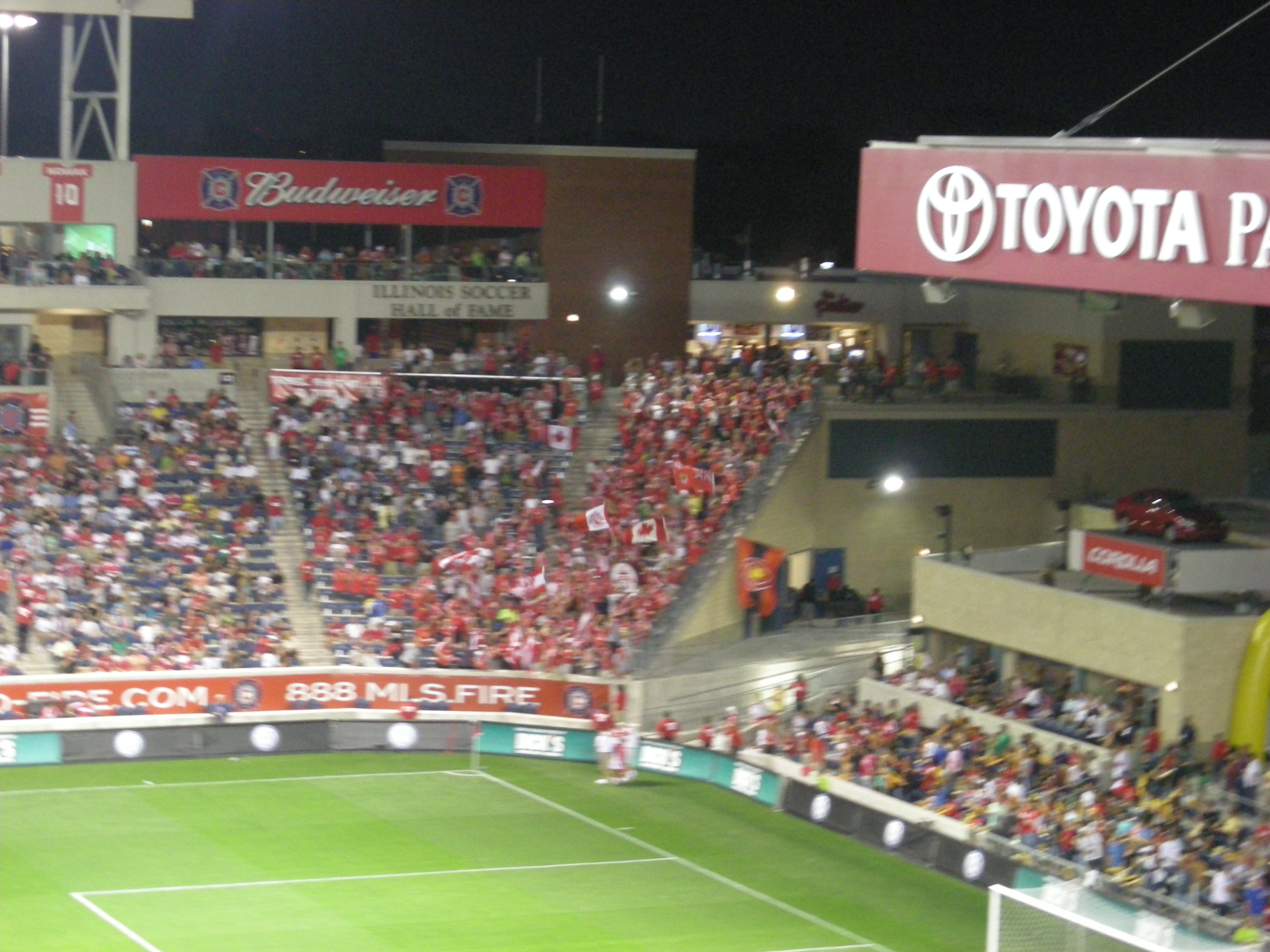
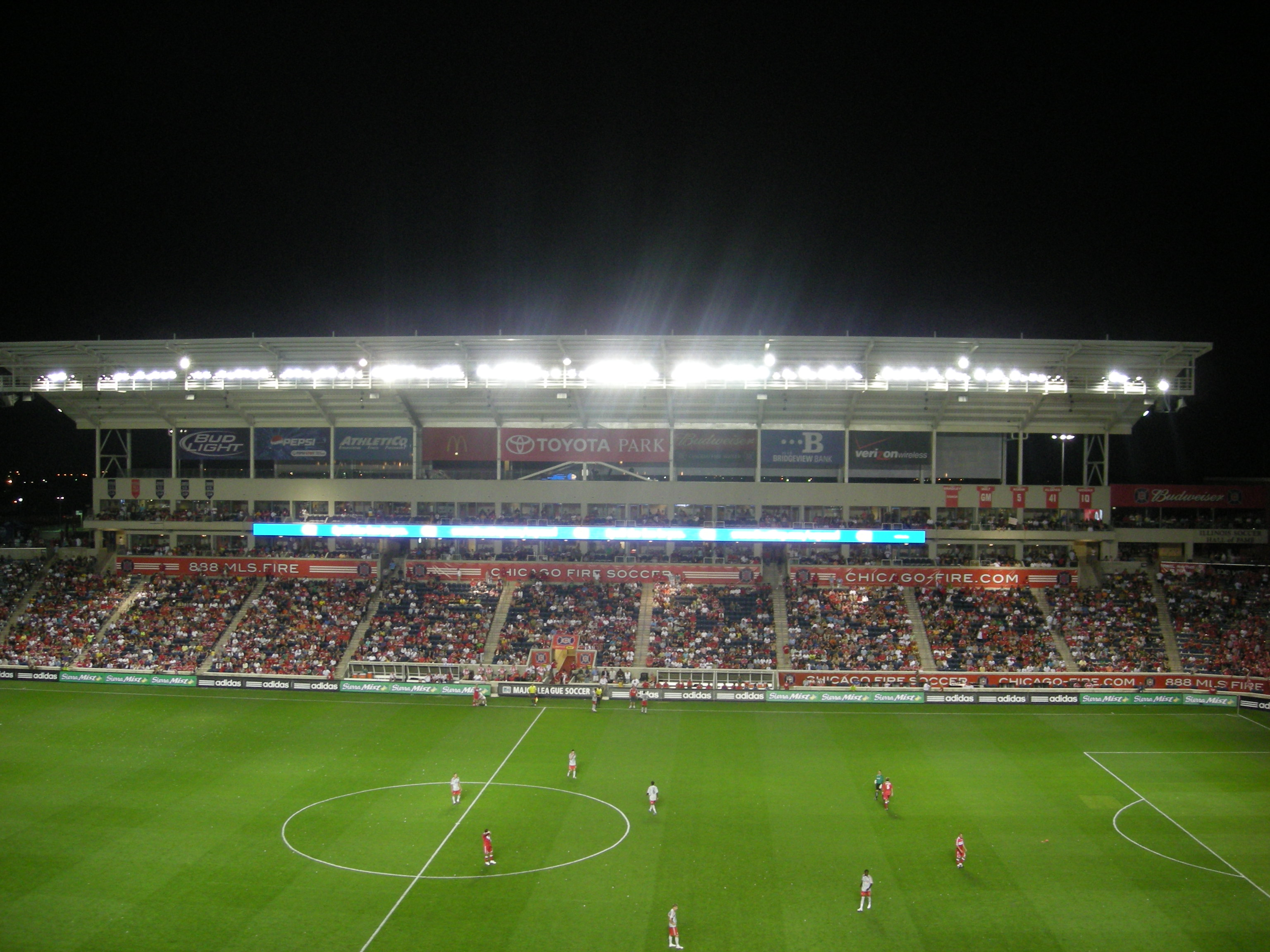
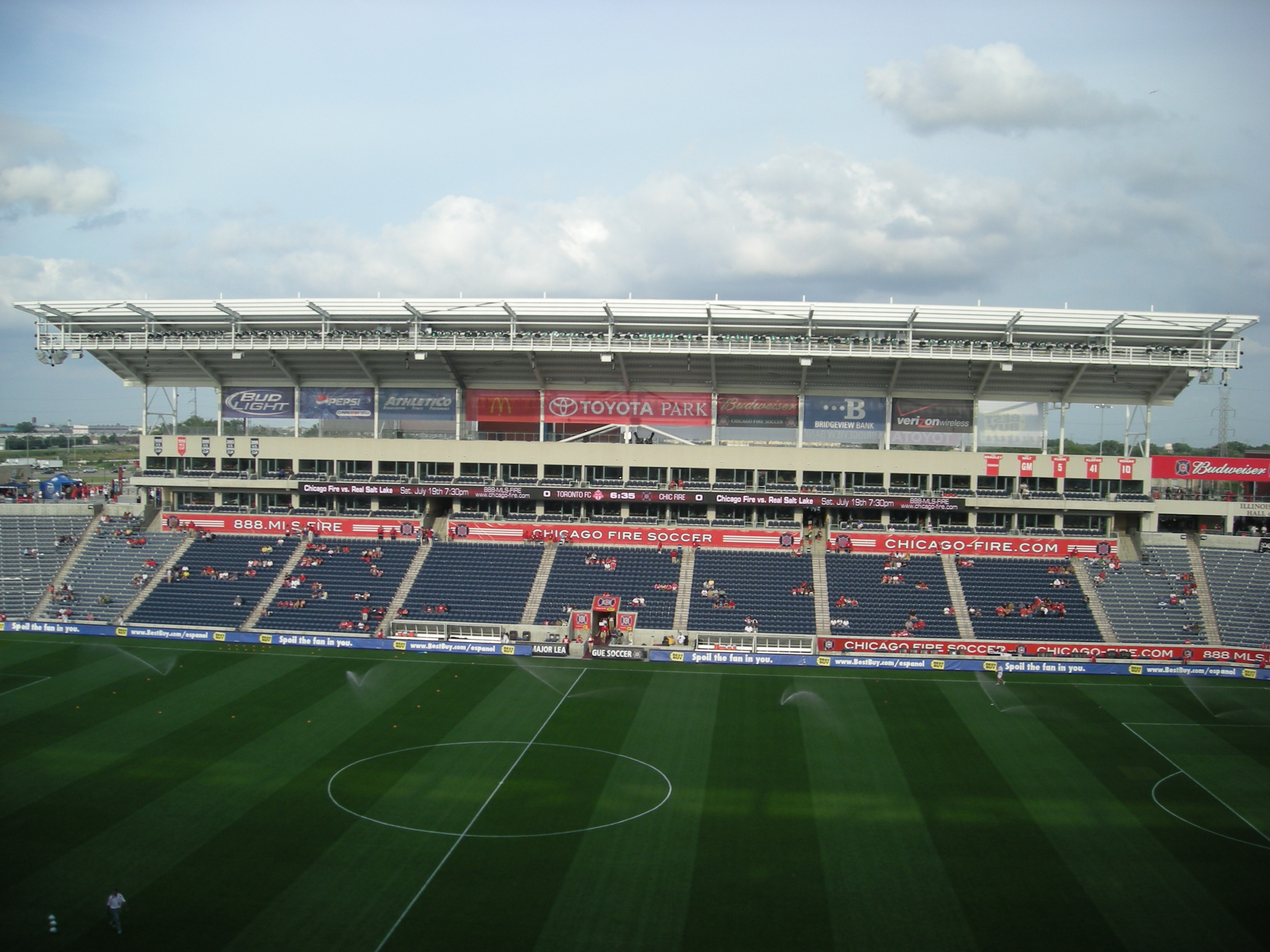